# Halichoeres zulu
Halichoeres zulu är en fiskart som beskrevs av Randall och King 2010. Halichoeres zulu ingår i släktet Halichoeres och familjen läppfiskar. Inga underarter finns listade i Catalogue of Life.